# Армянское княжество Закаридов

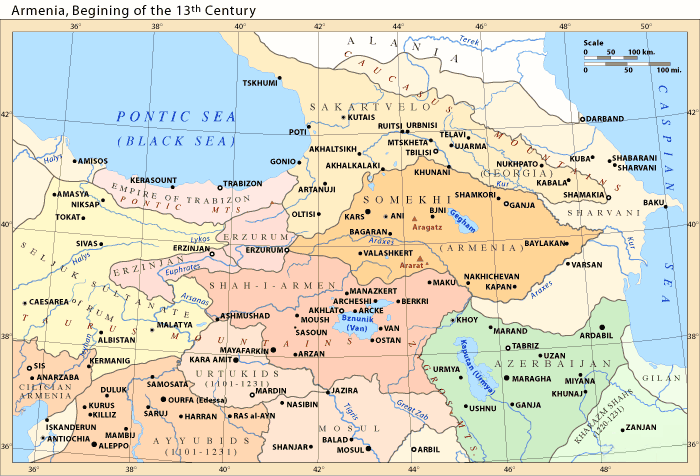
Захаридская Армении в составе Грузинского царства (оранжевым цветом), государство Шах-Арменидов (розовым в центре) и соседние страны в начале XIII века

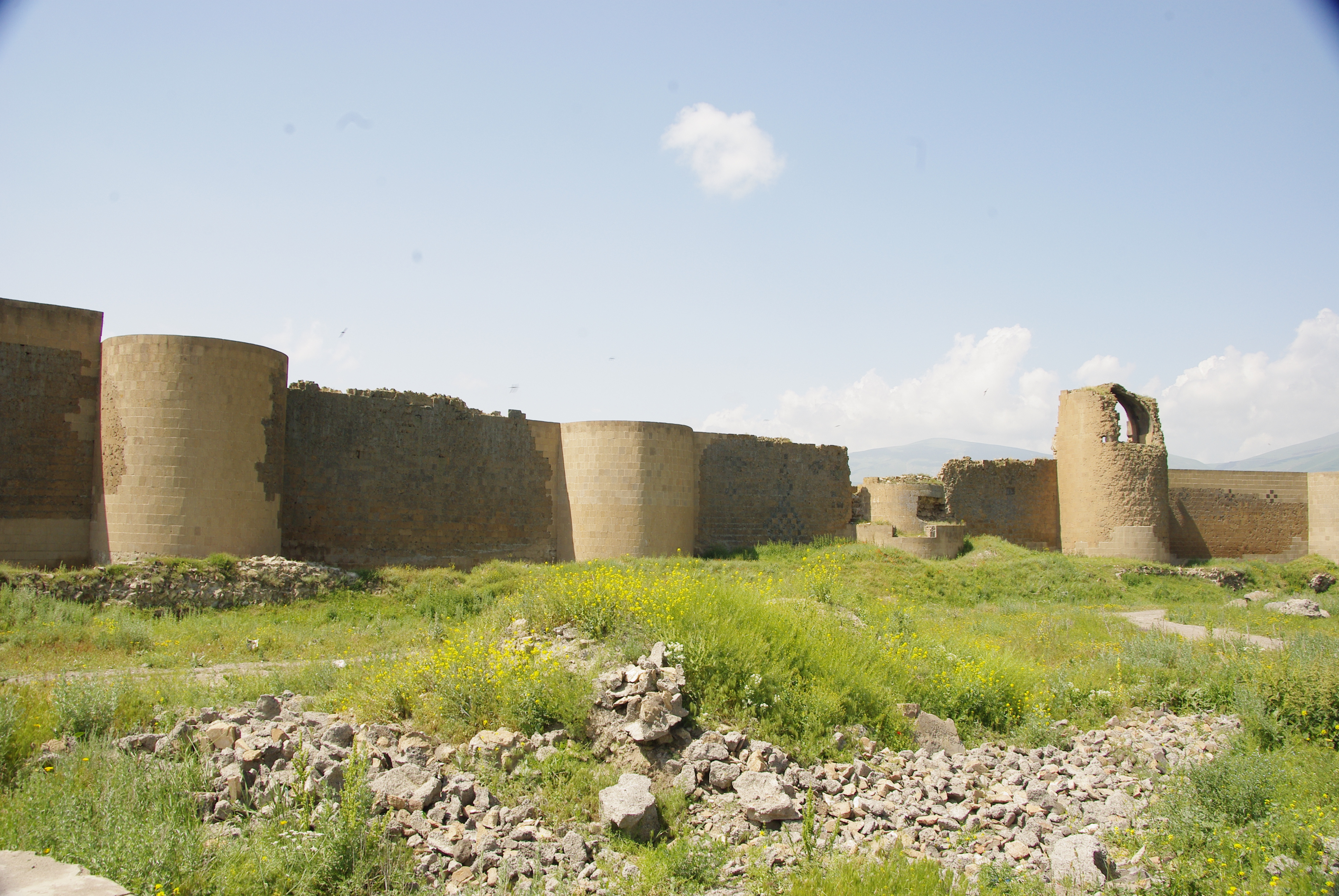
Руины городских стен и оборонительных башен города Ани

Армянское княжество Закаридов (арм. Զաքարյան Հայաստան) — историческое армянское государство в коренной Армении, существовавшее в период с 1201 по 1360 год. До установления власти монголов в Иране и Закавказье в XIII веке, находилась в вассальной зависимости от Грузинского царства, после - монгольских властителей, пользуясь, однако в обоих случаях широкой автономией.

## Предыстория
В 1045 году большая часть армянских земель входивших в Анийское царство была захвачена Византией. После этого Армения подверглась вторжению сельджуков. В 1048 году Тогрул-бек вторгся в Армению. Сельджуки захватили Арзни, недалеко от Эрзурума. В 1049 году, во время захвата Эрзурума, население города пострадало от жестокой резни. В 1071 году византийская армия потерпела жестокое поражение от сельджуков в битве при Манцикерте на территории Армении. После этого сельджуки захватили оставшуюся часть Армении и большую часть Анатолии, по выражению Михаила Сирийца, «Одержав эту большую победу, тюрки возобладали над всей Арменией». Только несколько армянских государств сохранили свою независимость благодаря признанию вассалитета. После первого крестового похода (1096—1099) сельджуки потеряли Палестину, Сирию, прибрежные области Малой Азии и Грузию. После смерти Мелик-шаха (1092), власть сельджуков на местах постепенно угасала и оказывалась в руках местных правителей атабеков. В это же время Грузия объединенная царём Давидом IV Строителем начала отвоёвывать у мусульман территории. В 1110 году грузины овладели городом-крепостью Самшвилде. После этого сельджуки уступили большую часть Нижней Картли. В 1115 году они потеряли Рустави. В Южной Грузии сельджуки также потерпели поражения от грузин. В 1118 году грузины овладели крепостью Лори центром армянского Лорийского (Ташир-Дзорагетского) царства. 20 августа 1124 года к Давиду прибыли послы из населенного армянами города Ани. Они жаловались царю на притеснения со стороны мусульман и пообещали помощь в овладении городом. Давид отправил для захвата Ани армию из 60 000 человек. Город был захвачен практически без сопротивления из-за того, что христиане отворили ворота города. Северная Армения, таким образом, была аннексирована и включена в состав Грузинского царства.

## Род Закарянов/Мхаргрдзели
Вероятно, род Закаридов или Мхаргрдзели-Закарянов был курдского происхождения. Их предки приняли христианство в период нахождения на службе у армянских князей Лори в Ташир-Дзорагетском царстве. Согласно «Dictionary of the Middle Ages» «многочисленные надписи Закаридов не оставляют сомнений в том, что они считали себя армянами». В 1118 году земли Ташир-Дзорагетского царства были присоединены к Грузии.

## История
В 1174 году представитель рода Закаридов Соргис или Саргис, вместе с Иваном Орбели, был назначен грузинским царем Георгием III правителем Ани.  В 1185 году земли Лори перешли к Закаридам, о чём свидетельствует средневековый грузинский летописец: 
Соргиса Захарии Мхаргрдзели, сидевшему на месте армянских царей, владетелю Лори.
Во время правления царицы Тамары сыновья Саргиса — Иване и Закария занимали высокие посты. Закарэ был назначен главнокомандующим (амирспасаларом) армии Грузии. Иванэ был начальником дворцовых служб (атабек) и отвечал за воспитание наследника монарха. Иване и Закария были назначены правителями освобожденного Ани. В 1195 году Иване участвовал в Шамхорской битве после чего была взята армянская область Гегаркуник. Киракос Гандзакеци, историк XIII века, пишет:
Закария был военачальником грузинского и армянского войска, подвластного грузинскому царю, а Иванэ был в должности атабека. Они отличились большой отвагой в боях: завоевали и взяли себе множество областей армянских, которыми владели персы и мусульмане, — гавары, расположенные вокруг моря Гегаркуни, Ташир, Айрарат, город Бджни, Двин, Анберд, город Ани, Карс, Вайоц-Дзор, область Сюнийскую и близлежащие крепости, города и гавары.
Под покровительством Грузинского царства Захариды (Мхаргрдзели) управляли северную Армению. Закариды смогли освободить от сельджуков всю Восточную Армению и большую часть центральной Армении. Вассалами Закаридов стали армянские роды Вачутян, Орбелян, Хахбакян, Гасан-Джалалян и др., правящие в различных частях Восточной Армении.
В периоде правления Закарянов Армении установился экономический и культурный подъём. Были восстановлены многие разрушенные города, вновь начала процветать внешняя и внутренняя торговля. Были сооружены или реконструированы многочисленные церкви и монастыри - напр. Гошаванк,  Агарцин, Кечарис, Гегард и др.
Однако уже в 1236—1243 годах Закавказье было захвачено монголами. Лишь армянские княжества Хачен в Нагорном Карабахе и Сюник в Зангезуре оставались независимым.
По заключённому в 1239 году Грузино-монгольскому договору с представителями Монгольской империи осталась в составе Грузинского царства.

### Вилайет Гюрджистана
После завоевания Багдада Хулагу выбрал местом своей резиденции известный Тебриз. В течение эпохи монгольского господства, растянувшегося на более чем 80 лет, этот регион был центром основанной Хулагу империи. Отсюда осуществлялось управление остальными частями Персии, также как и Южным Кавказом, Арменией. В составе государства /ильханата/ Хулагуидов после 1245 года образовалась административная единица «вилайет Гюрджистана», в который были включены восточная часть Грузии и Северная Армения (провинции Айрарат, Арцах, Сюник, Гугарк и большая часть провинции Вананд). Вилайетом Гюрджистана правили потомки из династии Багратионов бывшего Грузинского царства, назначенные ильханом и назывались «вали», их контролировали монгольские эмиры. В состав вилайета входили десять военно-административных единиц (туманов), пять из которых находились под властью Армянского княжества Закаридов (три из них находились под властью династии Закарянов, а две другие, Сюникский и Арцахский, — Орбелянов и Джалалянов, соответственно). Армянскими туманами правили в основном различные ветви династии Закарянов (время от времени Орбеляны или Арцруни Махканаберда). В 1250-е годы Сюник вышел из состава вилайета Гюрджистана и стал туманом, непосредственно подчинённым великому монгольскому хану, но в 1256 году был вновь включён в состав вилайета Гюрджистана. Остальные провинции Армении были в составе вилайета «Великая Армения». 1386 году Армения подвергается разрушительным походам Тамерлана.

## Правители Северной Армении (княжество Закаридов)

### Князья-князей (бароны) Северней Армении в период Грузинского царства
- Саргис Долгорукий Закарян (1177-1187)
- Амир-Курд Арцруни (1187-1190) - эмир эмиров Картли и Тифлиса, временно взявший на себя полномочия князь-князей (барона) Северней Армении
- Закаре Великий Закарян (1190-1212)
- Иване Закарян (1212-1227)
- Аваг Закарян (1227-1250)

### Князья-князей (бароны) Северней Армении в период вилайет Гюрджистана
- Закаре Закарян (младший) (1250-1261)
- Смбат Орбелян (1263-1271)
- Садун Арцруни (младший) (1271-1282)
- Тарсаич Орбелян (1284-1290)
- Хутлу Буга Арцруни (1290-1293)
- Шахншах Закарян (младший) (1293-1320)
- Закаре Закарян (Хошаки) (1320-1333)
- Буртел Долгожитель Орбелян (1333-1349) - городской мэр-амир столиц Хулавянского Ильханата, Султании и Тебриза, взявший на себя полномочия князь-князей (барона) Северней Армении
- Шахншах Закарян (1349-1358)
- Зазан Закарян (1358-1386)